# Bataille de Peregonovka
Guerre civile russe
La bataille de Peregonovka est une bataille de la guerre civile russe qui a opposé les anarchistes de l'Armée révolutionnaire insurrectionnelle ukrainienne et les blancs de l'Armée des volontaires. La bataille a impliqué plusieurs engagements majeurs, près de Pomoshna, Elisavetgrad, Tashliche, Krutenke, Ouman, Peregonovka, et Kryvyi Rih.

## Contexte
L'offensive de l'armée des volontaires au cours de l'été 1919 contraint Makhno à se retirer vers l'ouest. Ses troupes se dispersent et regagnent leurs villages et leurs fermes.
À la fin du mois de septembre, fatigués, en haillons, affamés, Makhno avec un noyau de son "armée" et un long convoi de blessés atteint la ville d'Ouman, près de laquelle se trouvent des unités militaires de Petlioura. Petlioura et Makhno, tous deux en lutte contre Dénikine, concluent un accord de neutralité entre eux, l'armée populaire prenant en charge les blessés de l'armée insurrectionnelle et leur fournissant des armes et munitions. Séparés de leur base de Houliaïpole, les Makhnovistes battent en retraite depuis quatre mois sous l'assaut des unités de Dénikine. Ils ont reculé sur plus de 600 kilomètres. Réalisant le danger qui menace, Makhno prend une décision inattendue. Il fait rebrousser chemin à son détachement pour attaquer de front les volontaires qui le poursuivent.
La principale attaque des Makhnovistes est dirigée contre le régiment d'officiers de Simferopol, qui les poursuivait depuis le Dniepr.

## Ordre de bataille

### Composition des forces makhnovistes
L'Armée insurrectionnelle révolutionnaire d'Ukraine, coordonnée par Nestor Makhno, comprend quatre corps militaires :
- 1er corps de Donetsk, coordonné par Kalachnikov
- 2e corps d'Azov, coordonnée par Vdovytchenko
- 3e corps de Ekaterinoslav, coordonnée par Havrylenko
- 4e corps de Crimée, coordonnée par Pavlovsky

### Composition des forces blanches
L'Armée des volontaires a engagé la 4e division d'infanterie de Crimée (1er régiment de Simféropol, 2e régiment de Féodosie et 5e régiment lituanien) et diverses brigades indépendantes dans la bataille.